# Condado de Agda
El condado de Agda fue una unidad feudal de Septimania en el Languedoc.
Existía ya en tiempos del reino visigodo de Toledo. El único conde visigodo conocido que tuvo fue Gomacario (Gomacharius).
Tras el sometimiento de la ciudad homónima a los francos en tiempos de Carlos Martel (752), debió de quedar en manos de sus condes godos, cuyos nombres se ignoran. Hacia 812 Liebulf era seguramente conde de Béziers y Agda. En el 822 se menciona un conde de nombre Arnaldo que «había sido en otro tiempo conde de Besiers y Agde», lo que sugiere que los dos condados estaban generalmente sometidos al mismo señor. El conde Apolonio de Agda aparece en una carta o diploma del 848 y en una donación del 872. Luego Agda dejó de tener condes propios: el poder en el territorio lo ejercía un vizconde y el título pasó al marqués o duque de Septimania o Gotia, que dominaba una serie de condados fronterizos, si bien administraba directamente solo los centrales de sus posesiones y dejaba los demás en manos de vizcondes.